# جانینا مینگه
جانینا مینگه (انگلیسی: Janina Minge؛ زادهٔ ۱۱ ژوئن ۱۹۹۹) بازیکن فوتبال اهل آلمان است.
از باشگاه‌هایی که در آن بازی کرده‌است می‌توان به باشگاه فوتبال زنان فرایبورگ اشاره کرد.
وی همچنین در تیم‌های ملی فوتبال Germany women's national youth football team#Germany women.27s national under-15 squad, Germany women's national youth football team#Germany women.27s national under-16 squad، و Germany women's national under-17 football team بازی کرده‌است.